# Nhà nguyện đá (Všemily)

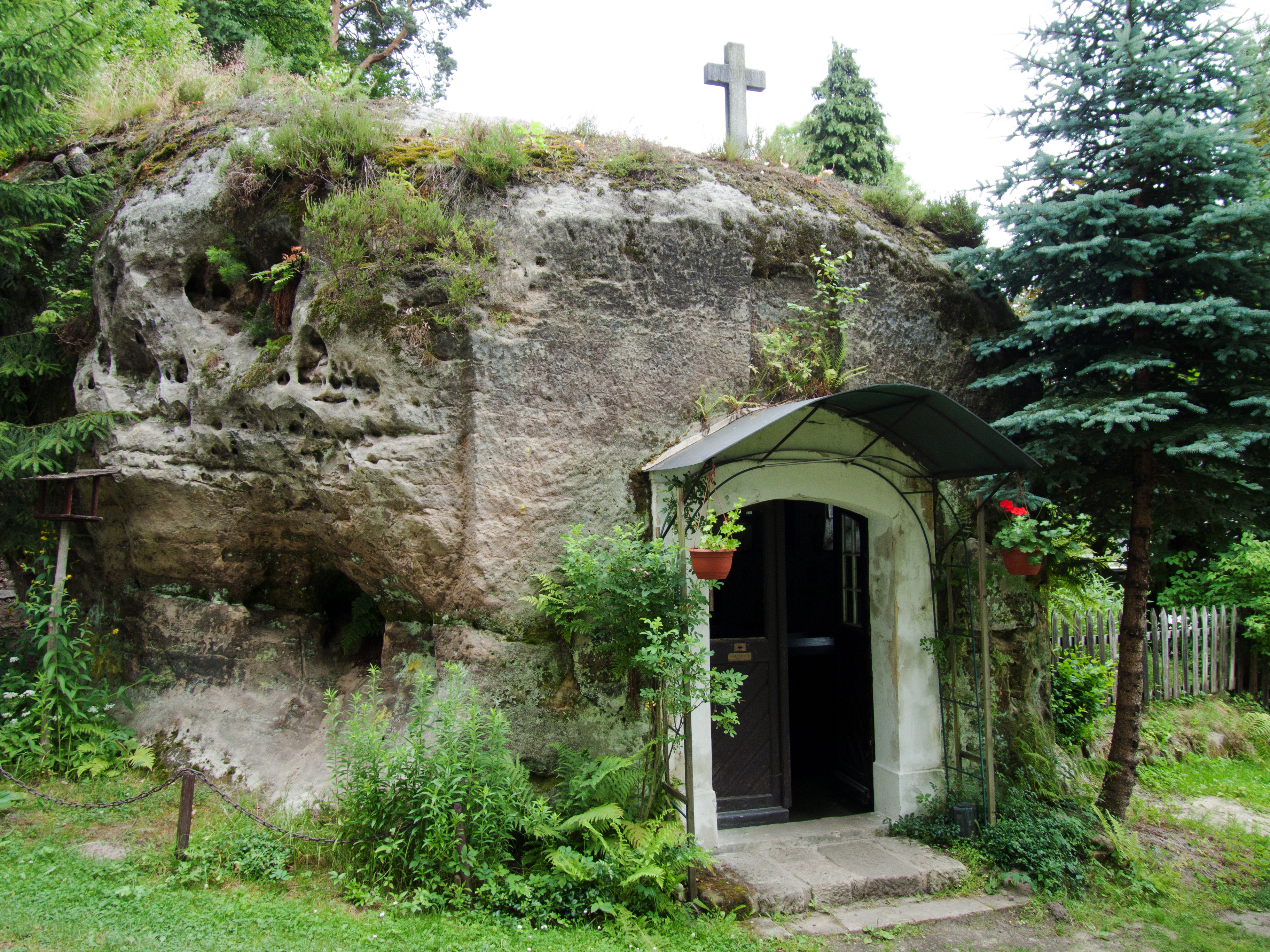
Nhà nguyện đá

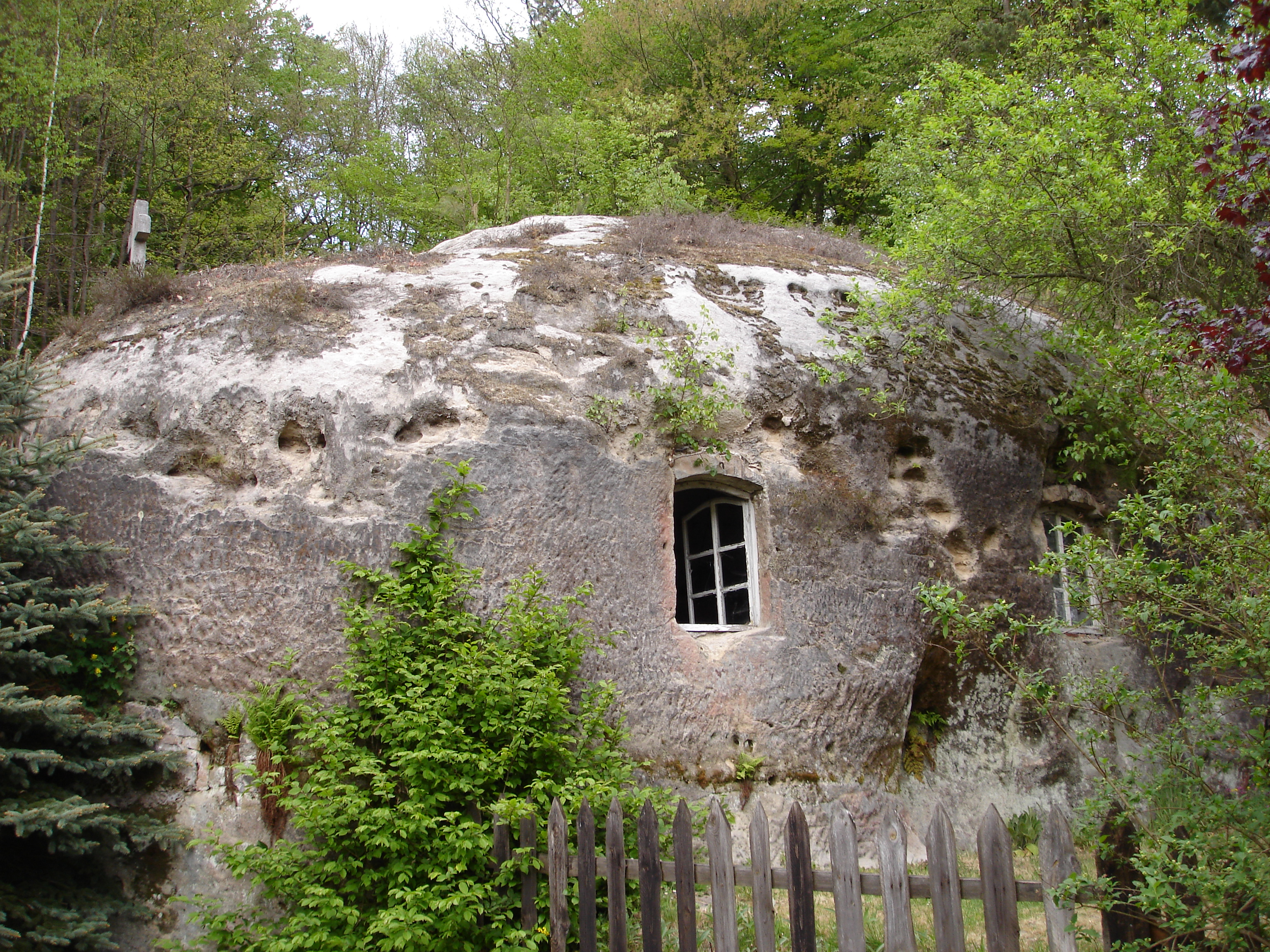
Nhà nguyện nhìn từ 2 bên

Nhà nguyện đá Thánh Ignatius (tiếng Séc: Skalní kaple) là một nhà nguyện nổi tiếng ở khu vực Všemily (Schemmel), Cộng hòa Séc. Nhà nguyện xây dựng từ một khối đá rỗng, đó là điểm đặc biệt thu hút sự tò mò của khách tham quan, vì vậy nhà nguyện trở thành di tích văn hóa nổi tiếng nhất ở Vườn quốc gia České Švýcarsko.

## Miêu tả
Không gian phía trong của nhà nguyện hình thành hoàn toàn tự nhiên từ đặc điểm rỗng của khối đá sa thạch, không có sự can thiệp của con người. Từ bên ngoài chỉ có thể nhìn thấy cây thánh giá trên đỉnh của nhà nguyện và hai ô cửa sổ nhỏ.
Xung quanh nhà nguyện là những ngôi nhà gỗ Thượng Lusatia tạo thành một quần thể kiến trúc mang đậm bản sắc của khu vực Bắc Bohemia. Phía trước của nguyện có một ngôi trường cổ nổi bật với một tháp chuông nhỏ trên mái.

## Lịch sử
Vào năm 1835, mục thư về các thánh giá và tượng của giáo phận Windisch Kamnitz lần đầu tiên mô tả nhà nguyện rằng:
Một nhà nguyện phi chính phủ, làm bằng từ đá, bên trong trưng bày bức tranh của Thánh Ignatius. Nằm trên khu đất canh tác. Người bảo trợ của nhà nguyện sống ở Kaltenbach và không ai từ giáo xứ sẽ đảm nhận công việc này, bởi vì kết cấu của nhà nguyện được làm bằng đá, ẩm ướt và tất cả mọi thứ trong đó có khả năng phân hủy nhanh chóng.

Điều đáng kinh ngạc là nhà nguyện vẫn tồn tại cho đến ngày nay. Sau Chiến tranh thế giới thứ hai, người Đức bị trục xuất khỏi khu vực này, tuy nhiên những cư dân mới vẫn đến trông coi và bảo vệ nhà nguyện.  Ngày nay nhà nguyện thuộc quyền quán lý và bảo vệ  của văn phòng thành phố Jetřichovice (Dittersbach), ngày nay thuộc Všemily.

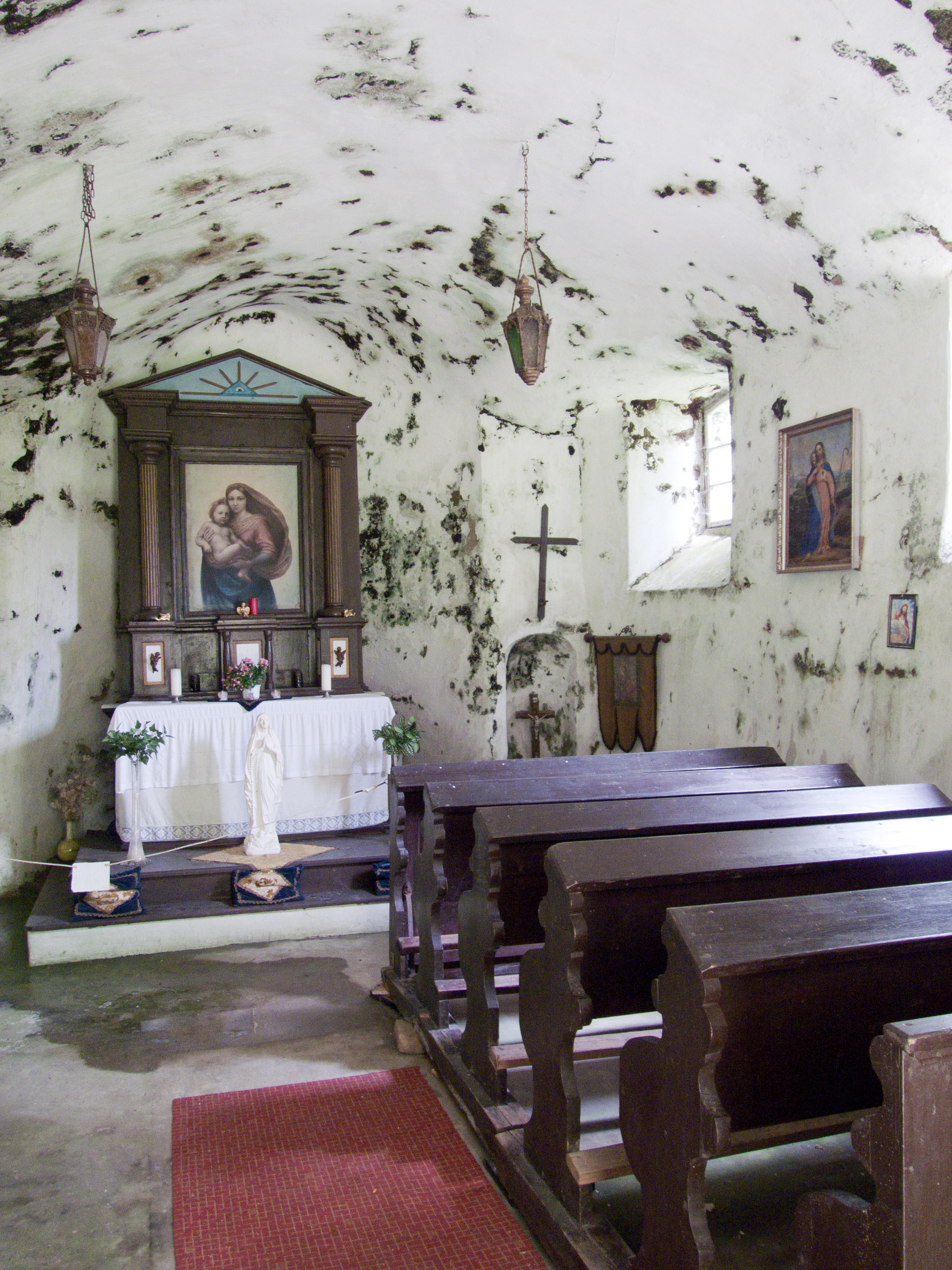
Bên trong nhà nguyện